# Bipinnula canisii
Bipinnula canisii är en orkidéart som beskrevs av João Dutra och Guido Frederico João Pabst. Bipinnula canisii ingår i släktet Bipinnula och familjen orkidéer. Inga underarter finns listade i Catalogue of Life.

## Bildgalleri

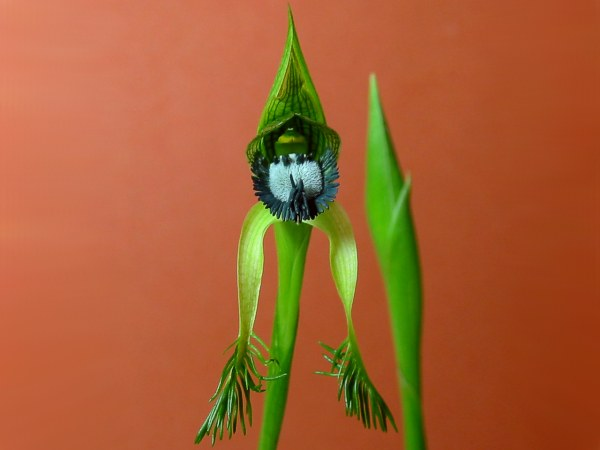
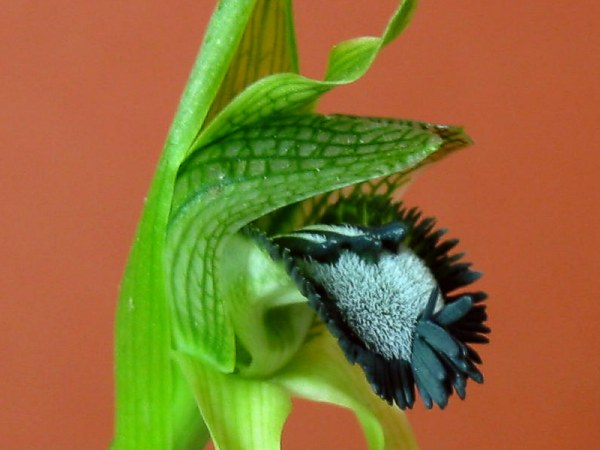
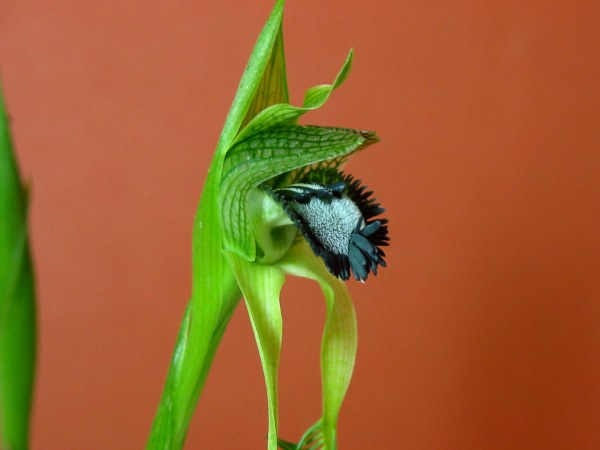
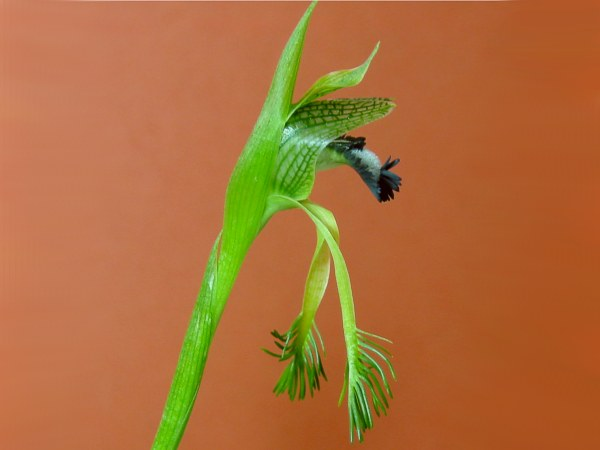